# Arrondissement de Heilbronn

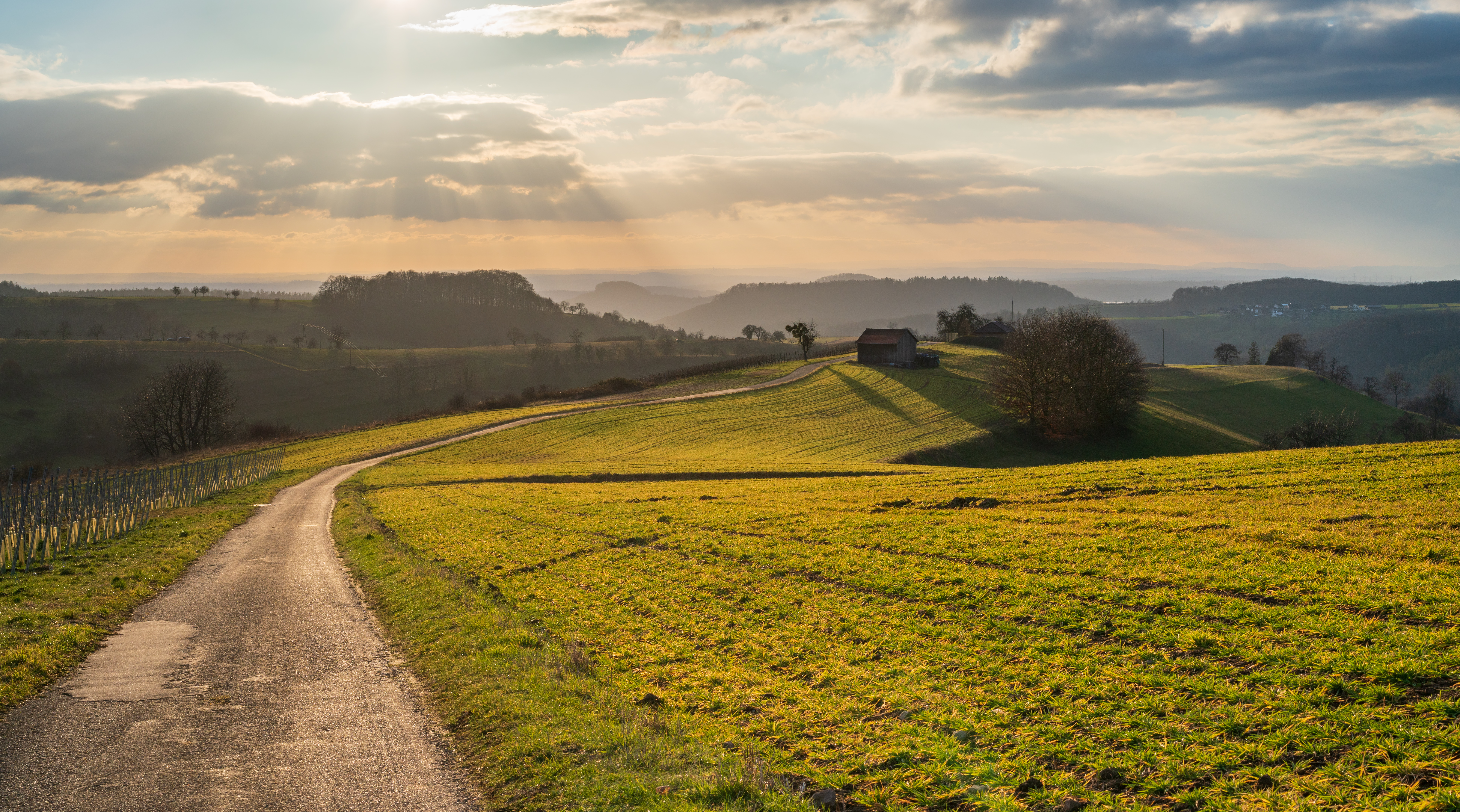
Dans l'aire protégée de Schmidbachtal – Oberes Bottwartal mit Seitentälern und umgebenden Gebietsteilen près de Beilstein (Bade-Wurtemberg), dans l'arrondissement de Heilbronn. Janvier 2020.

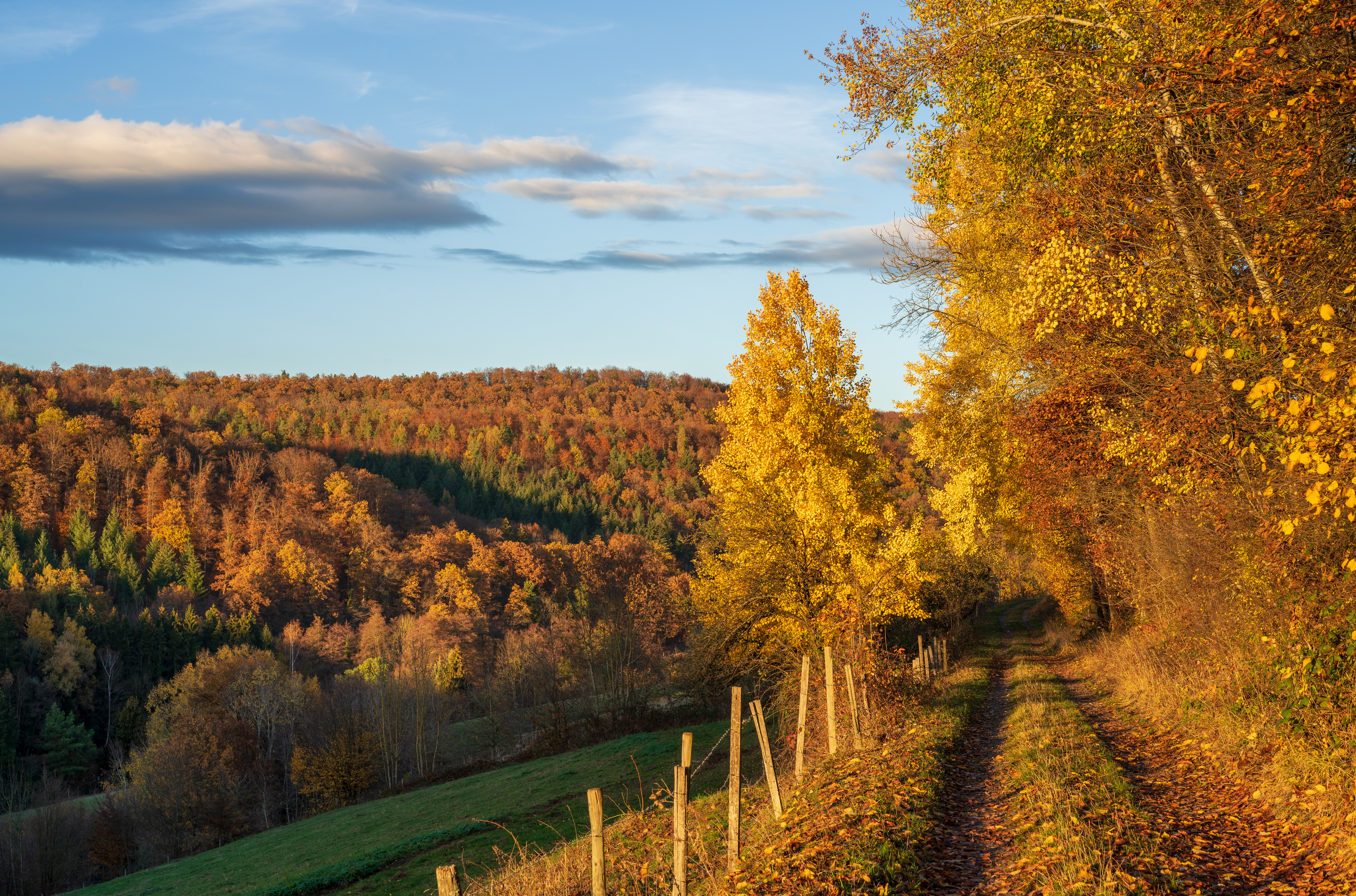
Ancien chemin rural dans l'aire protégée de Schmidbachtal – Oberes Bottwartal mit Seitentälern und umgebenden Gebietsteilen près de Beilstein (Bade-Wurtemberg), dans l'arrondissement de Heilbronn. Au centre, un tremble. Novembre 2018.

Pour les articles homonymes, voir Heilbronn.
L'arrondissement de Heilbronn est un arrondissement  (Landkreis en allemand) de Bade-Wurtemberg (Allemagne) situé dans le district (Regierungsbezirk en allemand) de Stuttgart. Son chef lieu est Heilbronn.

## Villes, communes & communautés d'administration
(nombre d'habitants en 2006)
| Villes 1. Bad Friedrichshall (18 858) 2. Bad Rappenau (20 636) 3. Bad Wimpfen (6 897) 4. Beilstein (6 140) 5. Brackenheim (15 232) 6. Eppingen (21 369) 7. Güglingen (6.246) 8. Gundelsheim (7 468) 9. Lauffen am Neckar (11 120) 10. Löwenstein (3 102) 11. Möckmühl (8 228) 12. Neckarsulm (27 346) 13. Neudenau (5 179) 14. Neuenstadt am Kocher (9 540) 15. Schwaigern (11 095) 16. Weinsberg (11 692) 17. Widdern (2 005) | Heilbronn |

| Communes 1. Abstatt (4 508) 2. Cleebronn (2 751) 3. Eberstadt (3 218) 4. Ellhofen (3 393) 5. Erlenbach (4 875) 6. Flein (6 556) 7. Gemmingen (4 909) 8. Hardthausen am Kocher (4 087) 9. Ilsfeld (8 296) 10. Ittlingen (2 414) 11. Jagsthausen (1 591) 12. Kirchardt (5 492) 13. Langenbrettach (3 550) 14. Lehrensteinsfeld (2 102) 15. Leingarten (10 564) 16. Massenbachhausen (3 642) 17. Neckarwestheim (3 539) 18. Nordheim (7 490) 19. Obersulm (13 876) 20. Oedheim (5 978) 21. Offenau (2 742) 22. Pfaffenhofen (2 382) 23. Roigheim (1 446) 24. Siegelsbach (1 696) 25. Talheim (4 749) 26. Untereisesheim (4 080) 27. Untergruppenbach (7 498) 28. Wüstenrot (6 831) 29. Zaberfeld (3 961) |